# Erdal Arıkan
Pour les articles homonymes, voir Arikan.
Erdal Arıkan, né le 18 juillet 1958 à Ankara, est un professeur turc au département de génie électrique et électronique de l'université Bilkent, à  Ankara. Il est renommé pour ses contributions à la théorie de l'information, en particulier pour son développement du codage polaire. Il est notamment récipiendaire de la médaille Richard-Hamming (2018) et du prix Claude-Shannon (2019).

## Biographie scientifique
En 1981, Arıkan a obtenu son baccalauréat ès sciences en génie électrique au California Institute of Technology. Il a obtenu sa maîtrise et son Ph. D. en génie électrique au Massachusetts Institute of Technology, en 1982 et 1986 respectivement.
Arıkan a été professeur assistant à l'université de l'Illinois à Urbana-Champaign puis est retourné en Turquie. Il a rejoint l'université Bilkent en tant que membre du corps professoral en 1987.

## Travaux
En 2008, Arıkan invente les codes polaires, un système de codage qui fournit une base mathématique pour la solution du problème de capacité de canal de Shannon. Une conférence en trois sessions sur la question donnée en janvier 2015 au cours de formation sur la théorie de l'information du Simons Institute à l'université de Californie à Berkeley est disponible sur YouTube,,. La conférence est également présentée sur la page Web de l'Institut Simons.
Arıkan est fellow de l'IEEE et a été choisi comme conférencier distingué de l'IEEE pour 2014-2015.

### Récompenses
En 2010, Arıkan a reçu le IEEE Information Theory Society Paper Award et le prix Sedat-Simavi (tr) pour la solution d'un problème lié à la construction de schémas de codage qui envoient des informations à un taux plus proche de la capacité des canaux de communication. Le problème était resté sans solution depuis la création du domaine de la théorie de l'information par Claude Shannon en 1948. Arıkan est récipiendaire du prix Kadir Has Achievement en 2011 pour cette réalisation. Il a été nommé fellow de l'IEEE en 2012.
En 2013, il a reçu le IEEE WRG Baker Award pour son travail dans le domaine du codage polaire.
En 2018, Arıkan est récipiendaire de la médaille Richard-Hamming « pour ses contributions à la théorie de l'information et de la communication, en particulier la découverte des codes polaires et des techniques de polarisation». Il est honoré du prix Claude-Shannon 2019.
Huawei a remis à Arıkan un prix spécial en juillet 2018, reconnaissant « sa contribution exceptionnelle au développement des technologies de communication ».  